# Подполіхно
Подполіхно (пол. Podpolichno) — село в Польщі, у гміні Хенцини Келецького повіту Свентокшиського воєводства.
Населення — 160 осіб (2011).
У 1975-1998 роках село належало до Келецького воєводства.

## Демографія
Демографічна структура на день 31 березня 2011 року:
|          | Загалом | Допрацездатний вік | Працездатний вік | Постпрацездатний вік |
| -------- | ------- | ------------------ | ---------------- | -------------------- |
| Чоловіки | 75      | 14                 | 55               | 6                    |
| Жінки    | 85      | 16                 | 46               | 23                   |
| Разом    | 160     | 30                 | 101              | 29                   |